# Xã Tonti, Quận Marion, Illinois
Xã Tonti (tiếng Anh: Tonti Township) là một xã thuộc quận Marion, tiểu bang Illinois, Hoa Kỳ. Năm 2010, dân số của xã này là 1.013 người.